# 企業管理博士
企業管理博士，又稱為工商管理博士( Doctor of Business Administration，簡稱 DBA），屬於企業管理專業學位，與學術學位不同，DBA 或 EDBA 學位往往更適合MBA學員在學習完畢後，進一步進行選擇深造使用。此課程的費用一般較高，需要有相當的經濟實力才能就讀，但也有的學校提供各種類型的獎學金。
相較於 DBA 學位更實務的博士學位，還有高階企業管理博士，又稱為高階工商管理博士，( Executive Doctorate in Business Administration，簡稱 EDBA）。EDBA 課程是一種在職博士學位進修學程，旨在為企業家和高階經理人提供應對各類型產業和組織挑戰的方法。位於歐洲矽谷的知名學校 University of Liège Management School 有提供亞洲區 EDBA 課程。EDBA 課程中除了創新的管理知識，也讓有著豐富實務管理經驗的領導人，在個案研討中，吸收整理歸納，以應變現代環境、科技及組織的變動。
DBA 企業管理博士（通常縮寫為 D.B.A.、DBA、DrBA 或 Dr.B.A.）是產業專業和研究參半的博士學位。EDBA 高階企業管理博士，是產業專業為主的博士學位。DBA 企業管理博士和 EDBA 高階企業管理博士，皆是企業管理研究進修領域的最終學位。
DBA 企業管理博士課程有雙重目的：促進商業理論和進一步發展企業管理的專業實踐（例如，促進企業管理專業知識）。大學通常要求候選人具有豐富的企業管理經驗，特別是在具有領導或其他戰略責任的角色方面。DBA 企業管理博士候選人專攻管理科學、科技管理、組織行為學、經濟學、金融學等領域。DBA 企業管理博士與其他博士課程一樣，課程可以全職學習或在職進修。根據 Bologna Process 定的歐洲高等教育標準，研究型博士課程的正常持續時間如 DBA 和PhD 博士學位，通常是 3-4 年的全職學習時間。EDBA 高階企業管理博士課程，通常是 1.5-3年的在職進修時間。